# Lisa-Marie Rioux
Lisa-Marie Rioux (jap. リュー 理沙 マリー, Rioux Lisa-Marie; * 1. Mai 1997 in Okinawa) ist eine japanische Tennisspielerin.

## Karriere
Rioux spielt überwiegend Turniere auf der ITF Women’s World Tennis Tour, wo sie bislang vier Doppeltitel gewann.

### College Tennis
Rioux spielte 2017 bis 2020 für die Damentennismannschaft der Oklahoma State Cowgirls der Oklahoma State University.

## Turniersiege

### Doppel
| Nr. | Datum             | Turnier             | Kategorie | Belag     | Partnerin       | Finalgegnerinnen                        | Ergebnis          |
| --- | ----------------- | ------------------- | --------- | --------- | --------------- | --------------------------------------- | ----------------- |
| 1.  | 27. Februar 2021  | Scharm asch-Schaich | ITF W15   | Hartplatz | Erika Sema      | Kajsa Rinaldo Persson Julita Saner      | 6:1, 1:6, [10:6]  |
| 2.  | 27. November 2021 | Monastir            | ITF W15   | Hartplatz | Natsuho Arakawa | Kim Cherry Ng Man-ying                  | 2:6, 6:1, [10:6]  |
| 3.  | 20. August 2022   | Erwitte             | ITF W15   | Sand      | Chiara Scholl   | Martha Matoula Arina Gabriela Vasilescu | 65:7, 6:1, [10:7] |
| 4.  | 10. Juni 2023     | Kashiwa             | ITF W15   | Hartplatz | Ayumi Miyamoto  | Rinko Matsuda Mao Mushika               | 7:68, 6:2         |

## Persönliches
Lisa-Marie ist die Tochter von Shihoko und Jean-guy Rioux und hat einen Bruder Eric. Sie ging auf die Okisha High School, bevor sie nach einem Jahr an der Mississippi State University und drei Jahren an der Oklahoma State ihren Abschluss in Marketing machte.